# Austrothaumalea bifida
Austrothaumalea bifida är en tvåvingeart som beskrevs av Sinclair 2008. Austrothaumalea bifida ingår i släktet Austrothaumalea och familjen mätarmyggor. Inga underarter finns listade.